# Јоже Михевц
Јоже Михевц (Идрија, 25. јул 1922 — Јеловица, 20. јун 1944), учесник Народноослободилачке борбе и народни херој Југославије.

## Биографија
Родио се у Идрији, данашњој Словенији. Учио је столарски занат, али је често остајао без посла па га је отац који је био рудар запослио да ради у руднику Раша у Истри.
У новембру 1942. године вратио се у родни крај и тада се придружио Јужноприморском партизанском одреду. Недуго затим је послат у пету бригаду „Симон Грегорчич” где је остао све до септембра 1943. године. У фебруару је учествовао у борби са италијанима на планини између Горње и Доње Трибуше. Као командир чете учествовао је у борбама на Коловрату и у Шпику у Бенешкој Словенији, а у августу изнад села Понто. Постао је командант 3. батаљона „Градникове бригаде”, а када су је у децембру опколиле јаке непријатељске снаге Михевц је пробио обруч јуришом и спасио бригаду. Са својом бригадом је у јануару извршио успешан напад на Годович.
Похађао је у фебруару виши течај официрске школе, па је именован за команданта „Градникове бригаде”, а 15. априла 1944. за команданта бригаде „Војко Премрл”. Са бригадом је водио низ тешких борби, док није погинуо од мине на Јеловици 20. јуна 1944. године.
Указом председника ФНР Југославије Јосипа Броза Тита, 21. јула 1953. године, проглашен је за народног хероја.